# Gerardus Majellakerk (Gemert)

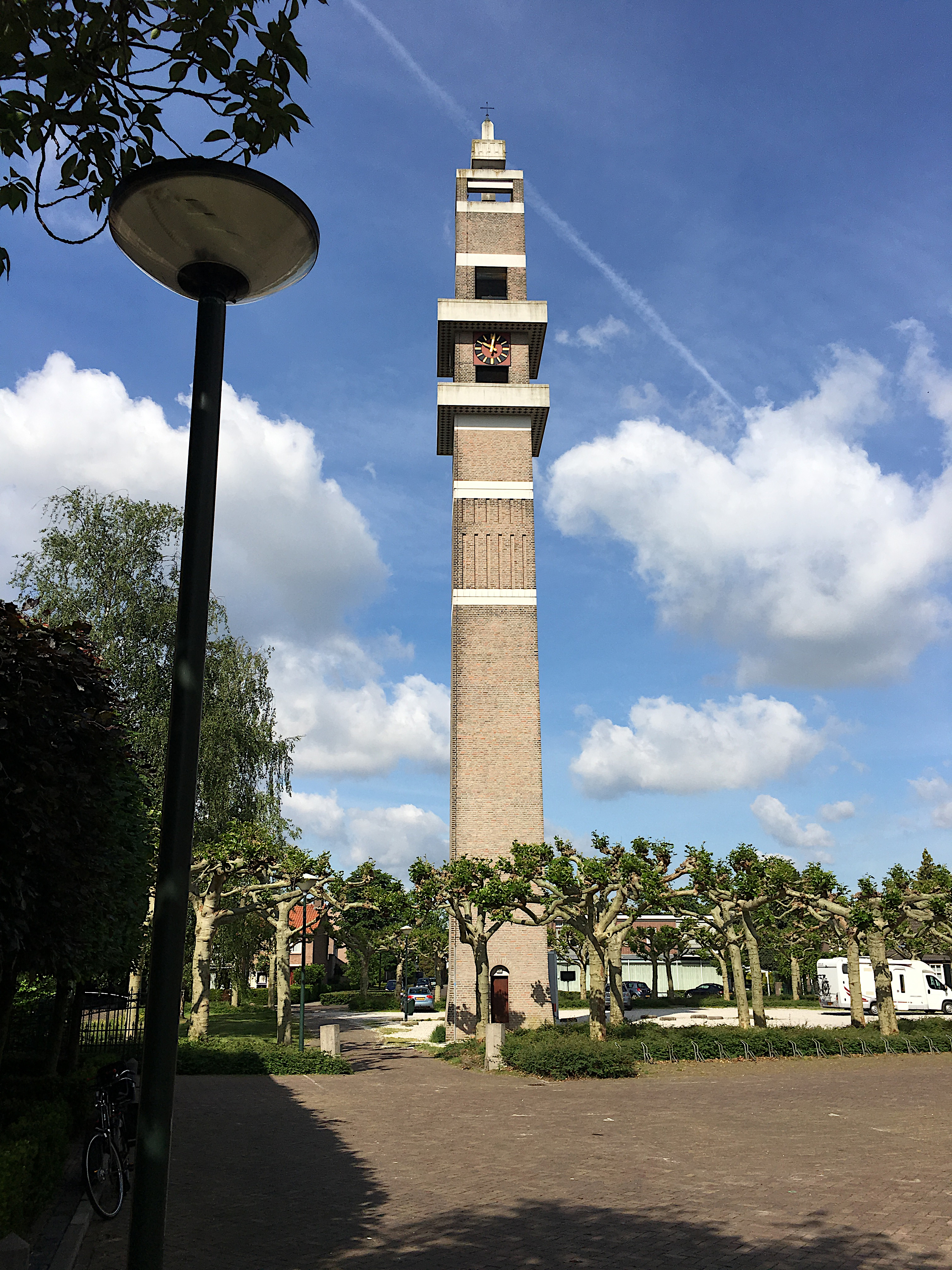
Gerardus Majellakerk

De Gerardus Majellakerk is een voormalige parochiekerk in de tot de Noord-Brabantse gemeente Gemert-Bakel behorende plaats Gemert, gelegen aan het Sint Gerardusplein 16.

## Geschiedenis
Eind jaren '50 van de 20e eeuw werd de tweede parochie van Gemert opgericht en in 1959 werd een kerkgebouw in gebruik genomen, ontworpen door Jan de Jong. Het betrof een grote zaalkerk in de stijl van de Bossche School. De rechthoekige kerk werd gedekt door een reeks koepeldaken. Ook was er een opvallende vrijstaande klokkentoren.
De kerk bleek al spoedig veel te groot te zijn. In de jaren '70 van de 20e eeuw werd de kerkzaal verkleind en werd een bibliotheek ingebouwd. In 2015 werd de kerk onttrokken aan de eredienst. Vanaf 2024 worden er appartementen in de kerk gebouwd. Ook de bibliotheek is verplaatst. Kerk en toren blijven bestaan.